# Angelo (Raffaello Parigi)
Angelo è un dipinto a olio su tavola (58x36 cm) di Raffaello, databile al 1500-1501 e conservato nel Museo del Louvre a Parigi. Si tratta di uno dei frammenti della Pala Baronci.

## Storia
La pala eseguita per la cappella Baronci nella chiesa di Sant'Agostino a Città di Castello è la prima opera documentata di Raffaello, allora diciassettenne, che vi lavorò con un collaboratore più anziano, già a bottega da suo padre, Evangelista da Pian di Meleto. Il contratto è datato 10 dicembre 1500 e la consegna è registrata il 13 settembre 1501.
La pala venne danneggiata durante un terremoto nel 1789. Sezionata per separare le parti lesionate da quelle ancora fruibili, venne in seguito dispersa a metà dell'Ottocento.
L'Angelo parigino è l'ultimo frammento riconosciuto della tavola: pervenne al museo solo nel 1981 e da allora venne studiato e pubblicato.

## Descrizione e stile
Grazie a una parziale copia della pala, datata 1791 ed eseguita da un pittore locale, è stato possibile ricollocare i frammenti nella composizione generale. L'angelo di Parigi in particolare si trovava a sinistra del santo, con lo sguardo rivolto verso l'alto. Tiene un cartiglio che gli gira attorno, in cui si legge una dedica a Nicola da Tolentino.
Tra i frammenti della pala è considerato uno dei migliori, per la freschezza del volto del fanciullo, che sembra assimilabile ai modi contemporanei di Bernardino Pinturicchio e Luca Signorelli, piuttosto che a quelli del suo maestro Perugino. La luce soffusa inoltre ha fatto ipotizzare un influsso di Leonardo da Vinci che il giovane artista avrebbe potuto assimilare durante una o più veloci visite a Firenze, anteriori al soggiorno del 1504.